# أحمد عون سوف
أحمد عون سوف هو سياسي ليبي. وهو أول وزير للداخلية في ليبيا.

## سيرته
هو أحمد بن عون بن محمد سوف المحمودي.
كان عضوا في الجمعية الوطنية الـتأسيسية (جمعية الستين)، وكن عضوا في لجنة إعداد الدستور المُناط بها إعداد دستور لليبيا.
تولى لفترة رئاسة المجلس التنفيذي (رئيس وزراء محلي) في ولاية طرابلس أيام النظام الاتحادي.
تولى وزارة المواصلات في نهاية عهد حكومة عبد المجيد كعبار، ومعظم فترة حكومة خلفه الصيد.
في الشهور الأخيرة من فترة حكومة الصيد صدرت تعديلات دستورية بتاريخ 7 ديسمبر 1962 تمهد لإلغاء النظام الاتحادي الذي كان سائداً في ليبيا بين عامي 1951-1963، ومن تلك التعديلات نقل بعض صلاحيات الولايات إلى الحكومة المركزية، ولذلك صدر مرسوم ملكي في 15 ديسمبر 1962 عُين بموجبه أحمد عون سوف كأول وزير لوزارة الداخلية الجديدة حتى مارس 1963.
عاد بعد ذلك وزيراً للداخلية في حكومة حسين مازق في أكتوبر 1965 حتى أبريل 1967 عندما أصبح وزيراً للمواصلات في نفس الحكومة.
مع تشكيل عبد القادر البدري لحكومة جديدة في يوليو 1967 أصبح وزيراً للداخلية من جديد، وظل فيه في حكومات عبد الحميد البكوش، وونيس القذافي حتى ترك المنصب في يونيو 1969 قبل أشهر قليلة من انقلاب سبتمبر الذي أطاح بالحكم الملكي.